# Fabio Di Michele Sanchez
Fabio Di Michele Sanchez (Hannover, 14 maart 2003) is een Duits-Italiaans voetballer die doorgaans speelt als linksback. In juli 2024 verruilde hij 1. FC Saarbrücken voor Eintracht Braunschweig.

## Clubcarrière
Di Michele Sanchez speelde in de jeugd van TSV Godshorn en werd in de zomer van 2016 opgenomen in de jeugdopleiding van VfL Wolfsburg. In de zomer van 2022 huurde NAC Breda hem voor een jaar, samen met teamgenoot Anselmo García Mac Nulty. De linksback maakte op 6 augustus 2022 zijn professionele debuut namens NAC in de eerste speelronde van de Eerste divisie in het seizoen 2022/23. In het eigen Rat Verlegh Stadion werd gespeeld tegen Helmond Sport en hij mocht van coach Robert Molenaar in de basisopstelling starten en speelde het gehele duel mee. Hij zag teamgenoot Odysseus Velanas het enige doelpunt van de wedstrijd maken: 1–0. Aan het einde van het seizoen verliet hij Wolfsburg definitief, waarna hij voor één seizoen bij 1. FC Saarbrücken tekende. Na dit jaar nam Eintracht Braunschweig hem over.

## Clubstatistieken
| Seizoen | Club                   | Competitie     | Competitie | Competitie | Beker | Beker | Internationaal | Internationaal | Totaal | Totaal |
| Seizoen | Club                   | Competitie     | Wed.       | Dlp.       | Wed.  | Dlp.  | Wed.           | Dlp.           | Wed.   | Dlp.   |
| ------- | ---------------------- | -------------- | ---------- | ---------- | ----- | ----- | -------------- | -------------- | ------ | ------ |
| 2021/22 | VfL Wolfsburg          | Bundesliga     | 0          | 0          | 0     | 0     | 0              | 0              | 0      | 0      |
| 2022/23 | → NAC Breda            | Eerste divisie | 13         | 0          | 5     | 0     | —              | —              | 18     | 0      |
| 2023/24 | 1. FC Saarbrücken      | 3. Liga        | 33         | 0          | 4     | 0     | —              | —              | 37     | 0      |
| 2024/25 | Eintracht Braunschweig | 2. Bundsliga   | 10         | 1          | 1     | 0     | —              | —              | 11     | 1      |
| Totaal  | Totaal                 | Totaal         | 56         | 1          | 10    | 0     | 0              | 0              | 66     | 1      |

Bijgewerkt op 15 november 2024.